# Гудуин, Брайан
Брайан Гудуин — канадский математик и биолог.
Изучал биологию в Университете Макгилла, а затем эмигрировал в Великобританию, где изучал математику в Оксфорде и докторскую степень по биологии и математике в Эдинбурге. Гудуин работал в Массачусетском технологическом институте и в Университете Сассекса. Был профессором биологии в Открытом университете, до выхода на пенсию в 1992 году. Гудуин является одним из основателей Института Санта-Фе и преподавал целостную науку[кого?] в Колледже Шумахера в Дартингтоне, Девон.
Гудвин проводил исследования в области теоретической биологии. Специализацией Гудуина были морфогенез и эволюция. Он разработал критическую оценку роли естественного отбора. Гудуин выступал за объяснение биологии с точки зрения сложных систем и объединение естественных и гуманитарных наук.

## Публикации
- Signs of Life: How Complexity Pervades Biology, mit Ricard V. Sole, Basic Books, 2001, ISBN 0-465-01927-7
- How the Leopard Changed its Spots: The Evolution of Complexity, Scribner, 1994, ISBN 0-02-544710-6
(deutsch: Der Leopard, der seine Flecken verliert, Piper, München 1997, ISBN 3-492-03873-5)
- Form and Transformation: Generative and Relational Principles in Biology, Cambridge Univ Press, 1996.
- Mechanical Engineering of the Cytoskeleton in Developmental Biology (International Review of Cytology), mit Kwang W. Jeon und Richard J. Gordon, Academic Press, London 1994, ISBN 0-12-364553-0
- Theoretical Biology: Epigenetic and Evolutionary Order for Complex Systems mit Peter Saunders, Edinburgh University Press, 1989, ISBN 0-85224-600-5